# Hans Kalt
Hans Kalt (26 de março de 1924 - 2 de janeiro de 2011) foi um remador suíço que competiu nos Jogos Olímpicos de Verão de 1948 e de 1952.